# ماري لورا شيريل
وُلدت ماري لورا شيريل في كارولينا الشمالية عام (1888)، وهي ابنة لمايز وسارة شيريل. تعلّمت في المدارس العامة في كارولينا الشماليّة قبل التحاقها بكلية الطالبات راندولف ماكون، حيثُ حصلت عل درجة البكالوريوس في الكيمياء عام (1909). دعم فرناندو مارتين اهتمامها بالكيمياء منذ سنوات تعليمها الأولى ممّا ساعدها في حياتها العلميّة.

## التعلُّم والتعليم
واصلت شيريل تعليمها بالمزج بين التدريس والدراسة، حيثُ عَملت كأستاذ مساعد في ماكون راندولف بينما كانت تُحضّر للحصول على درجة الماجستير في الفيزياء، والتي حصلت عليها عام 1911. واستمرت بالتدريس في راندولف ماكون حتى عام (1916).
التحقت شيريل ببرنامج Pharma D أثناء العام الأكاديمي (1916-1917)، واستمرت في استكمال دراستها ما بين عامي 1917-1920 في جامعة شيكاغو أثناء فصل الصيف بينما قامت بالتدريس بنفس الجامعة خلال فصل الشتاء. عملت شيريل أيضًا في راندولف ماكون ما بين عامي (1918-1920)، وفي كليتهابكارولينا الشمالية للطالبات ما بين عامي (1918-1920). أكملت بحث التخرج الخاص بها تحت إشراف جوليوس ستيجليتزوكان حول صناعة الباربيتيورات –مواد مشتقة من حمض الباربتيوريك وكانت تُستخدم كمسكنات للآلم لكن حل محلها الآن مواد أخرى أكثر أمانًا-.
أثناء الحرب العالمية الأولى، جنّد ستيجليتز الكيميائيين لصالح المجهود الحربي، حيثُ عملت شيريل بدوام كامل على أبحاث لخدمة الحرب الكيميائية بغرض تصنيع غاز يُمكنه أن يُسبب العطس عند اطلاقه على الجنود، وقد حصلت على براءة اختراع على هذا الإنجاز.
بعد انتهاء الحرب، رفع ستيجليتز توصية إلى إيمّا بيري –رئيس قسم الكيمياء بماونت هوليوك- بخصوص شيريل. اتاحت لها تلك التوصية العمل كباحث مساعد خلال الفترة ما بين (1921-1923)، بينما كانت توشك على إنهاء برنامج Phrama D، ثم حصلت على درجة الدكتوراة في عام (1923).

## حياتها في ماونت هوليوك
بعد انتهائها من برنامج Pharma D، تأهلت للعمل كأستاذ مساعد في قسم الكيمياء عام (1924) ثم كأستاذ في نفس القسم عام (1931)، بعدها أصبحت رئيس قسم الكيمياء عام (1946). كانت شيريل وبيري كار صديقتين مخلصتين، تعيشان وتعملان معَا، فقد كانت شيريل معلمة، وعالمة، وصديقة جيدة في نفس الوقت.
أثناء عمل شيريل كرئيسة قسم الكيمياء في ماونت هوليوك، نُظِّم القسم على هيئة مجموعة بحثية حيثُ كان يعمل الأساتذة وطلبة الدراسات العليا وحتى الطلاب قبل التخرج معًا. إذ تبنت شيريل فكرة الجمع بين التدريس والبحث النشط لتحقيق أكبر فائدة لكل من المعلمين والطلاب على حد سواء. عملت مجموعة ماونت هوليوك على الأشعة الطيفيّة فوق البنفسجيّة الصادرة من العديد من المُركبات العضوية، ولذلك قامت شيريل بتوزيع المهام على أفراد المجموعة، ليعمل بعض منهم على صناعة المُركبات العضوية بينما يعمل الباقون على تنقية تلك المُركبات من الشوائب لتجهيزها للفحصالطيفي، وبالطبع كان هذا التسلسل من العلم ضروريًا لضمان الحصول على نتائج مفيدة ومميِزة لتلك المُركبات.
ما بين عامي (1928-1929)، حصلت شيريل على زَمالة لدراسة تقنيات جديدة لتنقية المُركبات من الشوائب بالخارج في بروكسيل وأميستردام في أوروبا، ودرست شيريل أيضًا العلاقة بين عزم ثنائي القطب والتركيب الجزيئي للمُركب. زارت شيريل أوروبا مرة أخرى عام (1936)، حيثُ درست في بروكسيل وأمستردام وفيبنّا.
أثناء الحرب العالمية الثانية، أصبح من الصعب الحصول على “الكينين” المُستخدم في علاج الملاريا، لذلك كان العمل على مزيد من الفهم للمُركبات العضوية والعمل على تطويرها لإيجاد بدائل «للكينين» لعلاج الملاريا مجال هام للعمل عليه من أجل المجود الحربي خصوصًا بسبب تفشي المرض في أوساط الجنود. عملت شيريل وباقي فريقها على تصنيع عقاقير جديدة لعلاج الملاريا لصالح مكتب التطوير والبحث العلمي أثناء الحرب.
عملت شيريل على الكثير من المهام المختلفة بما في ذلك تحضير وتعريف المُشتقات الكيميائية، والمُركبات المتصاوِغَة –المتشابهات الجزيئيّة- والمركبات الحلقية، والعزم ثنائي القطب، والتفرعات الجزيئيّة، والبنتين، والبنتان، والمثيل بيوتين ومشتقاتهم. لُوحظت مساهماتها هذه في المسح السنوي للكيميائيين الأمريكيين عام (1930) خصوصًا تحضير وتنقية مركبات الكلور، والبروم، واليود، من الهبتان الطبيعي، ومن المشتقات الهيدروكسيدية المتشابهة بالإضافة للتعرف على العزم ثنائي القطب الخاص بهذه المركبات، ومشابهاتها الجزيئيّة المُمكنة. ذكرت فاسار كرونيكل في تقرير لها عام (1948):
«إنَّالباحثة النشطة وأستاذة الكيمياء شيريل ساهمت في معرفة العلاقة بين الخصائص الفيزيائية والتركيب الجزيئي للمُركبات العضويّة، وفي تطوير تطبيقات العديد من الطرق الفيزيائية لدراسة هذه المُركبات»

## الجوائز والتكريمات
تقديرًا لكل من عملها البحثي والتدريسي، حصلت شيريل على ميدالية جارفان للنساء في الكيمياء عام (1947). كانت واحدة من من ثلاثة نساء في مجموعتها البحثيّة في كلية ماونت هوليوك اللاتي حصلن على تلك الجائزة المرموقة.
حصلت شيريل مع إيما بيري كار على جائزة جيمس فلاك نوريس للإنجازات المُتميزة والصاعدة في تدريس الكيمياء من القسم الشمالي الشرقي لجمعية الأمريكيّة للكيمياء في ربيع عام (1957).
استقالت شيريل من التدريس في ماونت هوليوك عام (1954).
توفيت ماري لورا شيريل في السابع والعشرين من أكتوبر عام (1968) في هاي بوينت بشمال كارولينا.